# Клаверинг, Роберт
Роберт Клаверинг (1671—1747) — епископ Питерборо (Англия) и гебраист, королевский профессор еврейского языка в Оксфордском университете.

## Биография
Сын Уильяма Клаверинга из Тиллмута (Tillmouth, графство Дарем), родился в 1671 году. Поступил в Линкольн-колледж в Оксфорде 26 июня 1693 года в возрасте 21-го года, уже получив высшее образование в Эдинбургском университете. По истечении трёх лет, 20 мая 1696 г., получил разрешение продолжить обучение в магистратуре.
В 1701 году стал научным сотрудником и наставником Университетского колледжа Оксфорда. В 1714 году был ректором в Бокинге (возле Брейнтри), графство Эссекс. В 1715 году стал профессором иврита («professor regius») и каноником церкви Христа в Оксфорде.
С 1719 года был ректором в Марш-Гиббоне. Затем епископ Лландаффа с 1724 по 1728 год и епископ Питерборо с 1729 года до самой смерти.

## Труды
Перевод с еврейского «Йад ха-хазака» Маймонида (разделы «Hilchot Talmud Torah» и «Hilchot Teschubah») (Оксфорд, 1705).